# Cieurih (Maja, Majalengka)
Cieurih is een bestuurslaag in het regentschap Majalengka van de provincie West-Java, Indonesië. Cieurih telt 2671 inwoners (volkstelling 2010).